# Ирландская Википедия
Ирландская Википедия (ирл. Vicipéid na Gaeilge) — раздел Википедии на ирландском языке.
Создан в октябре 2003 года. Первая статья написана в январе 2004 года. Основателем раздела был Габриэль Бичем (Gabriel Beecham). В сентябре 2005 года было написано более 1600 статей, и насчитывалось 173 участника (как постоянных, так и непостоянных), имеющих вклад в написание статей. К марту 2007 года около 20 активных участников, а число статей превысило 7 тысяч. По состоянию на февраль 2010 года в ирландском разделе было более 10 тысяч статей и по этому параметру он находился на 92-й среди всех разделов.
Появление ирландской Википедии было положительно воспринято ирландскоязычными СМИ. В своей статье «Putting the learning back into learning technology», Барри Макмаллин из Городского университета Дублина предположил, что, хотя ирландская Википедия никогда не сможет содержать так много статей как Википедии на наиболее распространённых языках мира, это всё же полезный ресурс. Другие академические источники подчеркивают образовательную ценность сайта.
14 июля 2013 года количество статей ирландской Википедии превысило 20 000.

## Текущая статистика
По состоянию на 16 июля 2025 года ирландский раздел Википедии содержит 62 097 статей. Зарегистрировано 66 954 участника, из них 78 совершили какое-либо действие за последние 30 дней, 7 участников имеют статус администратора. Общее число правок составляет 1 271 659.
Занимает 96 место по количеству статей среди всех разделов.